# 布雷尼亞區

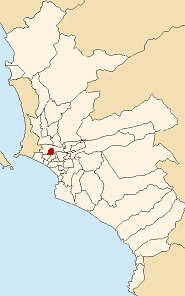
布雷尼亞區位於利馬省的位置

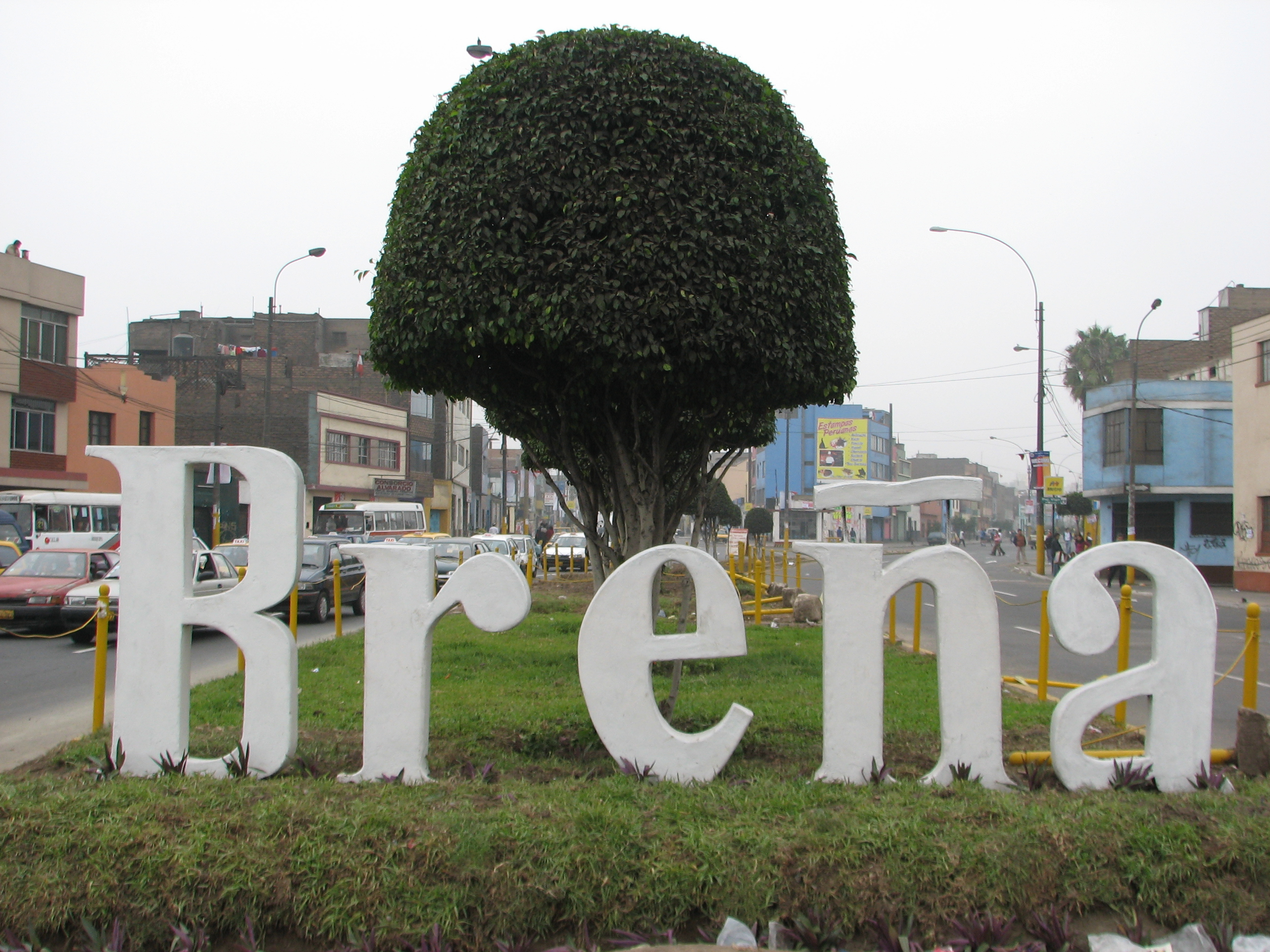

12°4′13″S 77°3′45″W / 12.07028°S 77.06250°W
布雷尼亞區（西班牙語：Distrito de Breña），是秘魯的一個區，位於該國西部的利馬省，面積3.22平方公里，海拔高度102米，2005年人口94,808，人口密度每平方公里29,000人。